# Селеноход

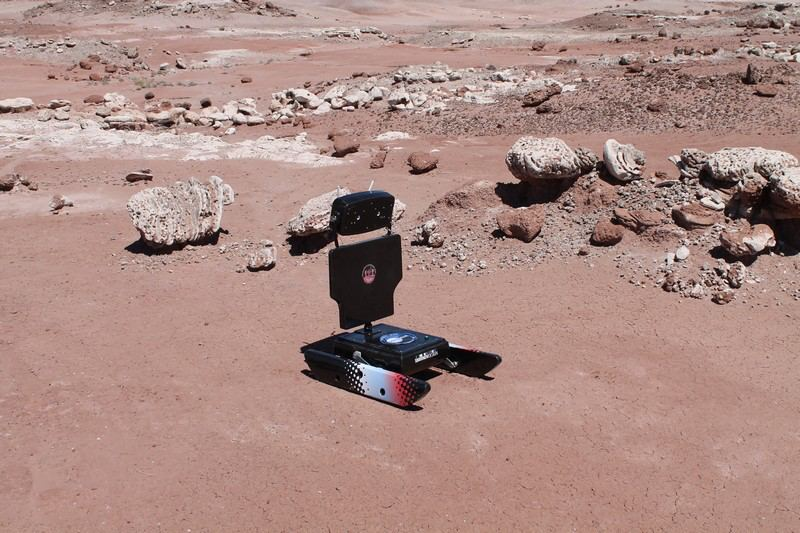
"Селеноход" на испытаниях в пустыне Невада, май 2013 года.

«Селеноход» — проект изучения Луны при помощи посадочного модуля и лунохода, разрабатывавшийся российской командой в рамках конкурса Google Lunar X PRIZE с октября 2007 года. Изначально вес лунохода составлял 15 кг, но в процессе разработки снизился до 5 кг.

Посадочный модуль и автомобиль «Селеноход» на Луне

1 мая 2013 года первый макет лунохода был представлен и испытан на американской базе MRDS (Mars Desert Research Station), имитирующей ландшафтные условия Марса, в некоторой степени схожей с лунными. Корабль состоял из двигательной установки выведения для полета к Луне (разгонный блок), систем навигации и служебной электроники, посадочного модуля, а также одного или нескольких луноходов. 18 декабря 2013 года проект «Селеноход» был закрыт в связи с отсутствием спонсоров и инвесторов.

## Команда участников
- Николай Дзись-Войнаровский, руководитель команды;
- Николай Романов, технический директор команды;
- Сергей Седых, исполнительный директор команды;
- Павел Шаров, менеджер по связям с общественностью.

В команде проекта были молодые российские конструкторы, инженеры, физики и программисты, а также ветераны советской космонавтики, в том числе, создатели «Лунохода-1» и «Лунохода-2».

## Этапы миссии
Миссия «Селенохода» должна была состоять из нескольких этапов:

### Запуск ракеты-носителя с луноходом
Пуск «Селенохода» к Луне с помощью ракеты-носителя «Днепр», — транспортной модификации тяжелой межконтинентальной баллистической ракеты РС-20 (SS-18 по классификации НАТО).

### Перелёт к Луне
После старта корабль в течение нескольких дней должен был находиться на орбите Земли для проверки всех его систем и запуска двигателей разгонного блока. Задачей двигательной установки был разгон «Селенохода» до скорости, достаточной для преодоления земной гравитации. Затем двигательная установка будет отброшена. В конце этой траектории, уже в зоне преобладания гравитационного поля Луны, посадочная платформа затормозит, чтобы выйти на орбиту спутника. Там будут произведены последние проверки и приготовления для посадки на лунную поверхность.

### Посадка на Луну
Отделившись от перелётного модуля, посадочный модуль с луноходами на борту начнёт спуск на поверхность. Снижение будет продолжаться всего несколько минут, во время которых посадочный модуль должен правильно сориентировать себя в пространстве, чтобы в последние секунды включить тормозные двигатели ровно над тем местом посадки, которое было заранее выбрано.

### Работы на поверхности Луны
Когда связь с посадочным модулем будет установлена, опустятся боковые стенки, защищавшие в полете луноходы. Они будут выполнять функции солнечных батарей и аппарелей для съезда луноходов. Роботы активируют свои системы и спустятся на поверхность Луны. Для достижения целей будет использовано на Луне один или два подвижных колёсных робота-автомобиля. Они будут передвигаться по лунному реголиту, автоматически объезжать препятствия, снимать фото и видео высокой чёткости, а также передавать информацию на посадочный модуль. Посадочный модуль будет ретранслировать данные дальше на Землю.
Первая часть миссии будет посвящена выполнению условий конкурса Google Lunar X Prize: автомобилям предстоит проехать не менее 500 метров по поверхности Луны и передать на землю фото- и видеоданные заданного качества. Затем «Селеноход» приступит к выполнению дополнительных задач, таких, как детальная съёмка отдельных элементов лунного ландшафта, фотографирование Земли и научные исследования. Целевая продолжительность жизни роботов на Луне — один лунный день (14 земных дней). Затем луноходы прекратят все операции, чтобы пережить двухнедельную лунную ночь, при которой температура может опускаться до −200 градусов Цельсия. После восхода солнца они снова приступят к работе.
Один из дополнительных призов конкурса присуждается за обнаружение следов присутствия землян на Луне — старых советских станций («Луноходов» и автоматических межпланетных станций «Луна»), американских кораблей серии «Аполлон», а также следов астронавтов.

## Закрытие проекта

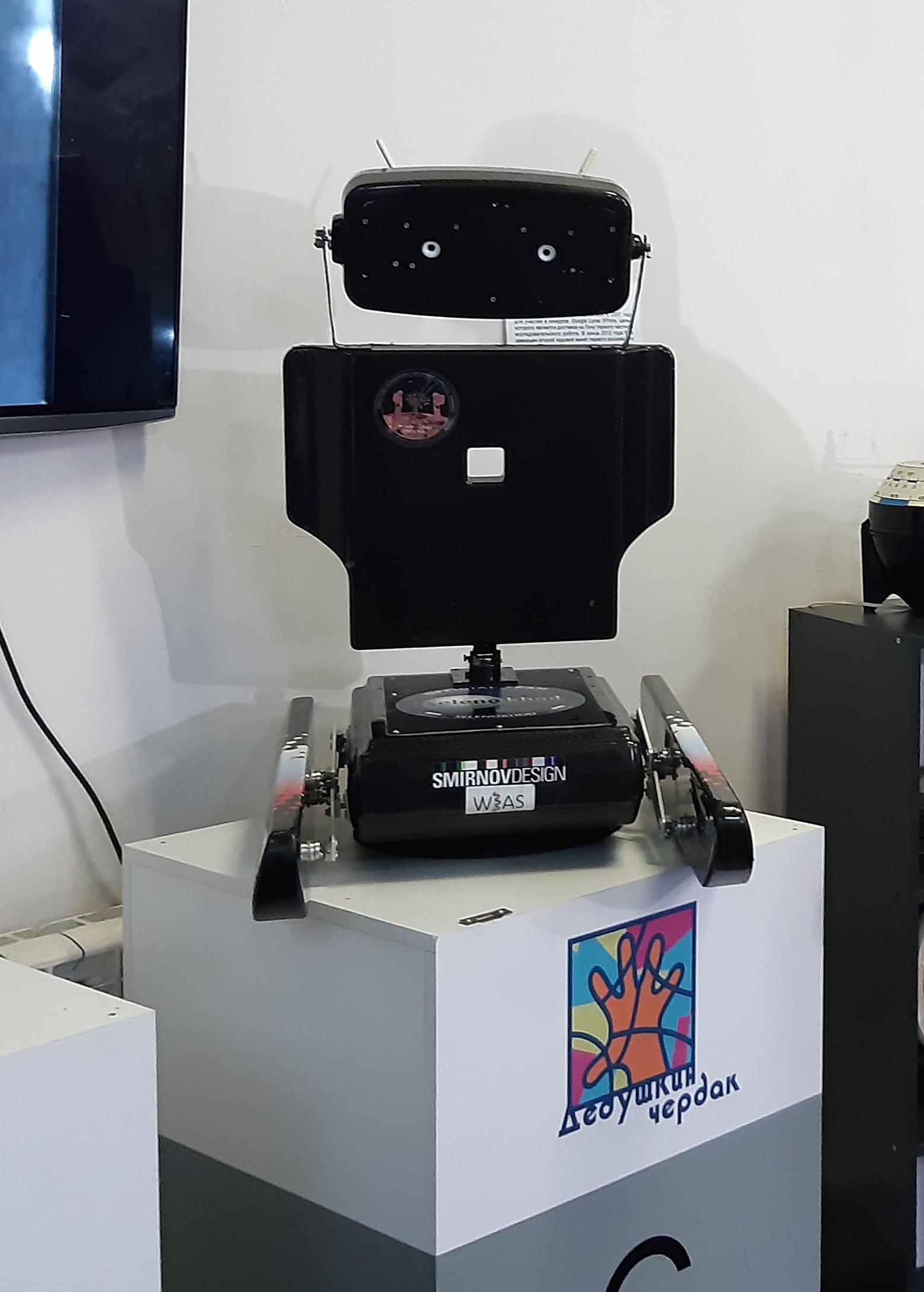
Аппарат "Селеноход" в экспозиции музея "Дедушкин чердак"

18 декабря 2013 года основатель проекта «Селеноход» Николай Дзись-Войнаровский объявил о выходе его команды из конкурса Google Lunar X PRIZE по причине отсутствия спонсоров и инвесторов. Стоимость постройки лётного образца лунохода оценивалась в 1 млн долларов. Однако несмотря на выход из конкурса, команда продолжает работать над космическими проектами. Сейчас на средства фонда «Сколково» разрабатывается система автоматического сближения и стыковки малых космических аппаратов.
Один из двух созданных для наземных испытаний прототипов «Селенохода» передана Николаем Дзись-Войнаровским в апреле 2022 года в ракетно-космическую экспозицию музея «Дедушкин чердак» в Измайлово, Москва. Это тот экземпляр, который проходил испытания в мае 2013 года в пустыне Невада.